# هرمن توماسگارد
هرمن توماسگارد (نروژی: Hermann Tomasgaard؛ زادهٔ ۴ ژانویهٔ ۱۹۹۴) قایقران قایق بادبانی اهل نروژ است.
وی در مسابقات کشوری و بین‌المللی در مجموع برندهٔ ۱ مدال برنز شده‌است.